# Erbray

Erbray este o comună în departamentul Loire-Atlantique, Franța. În 2009 avea o populație de 2,862 de locuitori.